# Algoma (Contea di Winnebago, Wisconsin)
Algoma è un comune degli Stati Uniti, situato in Wisconsin e in particolare nella Contea di Winnebago.